# Aleko Szengelia
Aleko Szengelia (ur. 1914, zm. 1975) – gruziński poeta, oprócz wierszy lirycznych pisał także utwory dla dzieci. Polskie przekłady poezji Aleko Szengelii wydano w Antologii poezji gruzińskiej (1961)